# 安福县 (清朝)
安福县，中国古旧县名。
清朝雍正七年（1729年）升澧州为澧州直隶州，割石门县、安乡县、慈利县来隶，并置安福县。以慈利县、九谿卫地置安福县，同时析澧州地益之，取安福旧所名为“安福县”。治所在裴家河。民国3年（1914年）1月，因与江西省安福县同名，改名“临澧县”至今。